# Mikula
Mikula este un erou din basmele și din poemele rusești. El este un țăran puternic și chipeș, simbol al omului simplu, din popor, dar și al producției agricole. Capacitatea sa deosebită de muncă, dar mai ales vorbele sale de duh și istețimea, îl fac să fie unul din simbolurile folclorului rusesc. Se aseamănă prin calitățile sale spirituale cu personajul românesc, Păcală.